# Keith Mann
Keith Mann brit állatvédő, író.
A rendőrség az ALF (Animal Liberation Front), A fogva tartott állatok szabadon engedését követelő mozgalom vezetőjeként tartja számon. Ő írta a "From Dusk ’til Dawn" című könyvet: An Insider’s View of the Growth of the Animal Liberation Movement (Szürkülettől hajnalig: Az ALF kiterjedése egy tag szemszögéből) (2007). Benjamin Zephaniah (jelenkori brit költő és író) szerint Mann-re úgy tekintenek, mint a világméretű állatvédő mozgalom elindítójára.

## Életút
Mann Rochdale-ben, (Manchester) nevelkedett. Az apja házfelügyelőként dolgozott, az édesanyja pedig mindenféle munkát elvállalt.
Az első munkáját egy tejgazdaságnál kapta, mialatt még iskolába járt. A könyvében írja, hogy e munkájának maradandó emléke az elvett borjaikat sirató tehenek bőgése.

### Állatvédő aktivista
Először 1982-ben került kapcsolatba állatvédő aktivistákkal, amikor a helyi vadászatot szabotálók szórólapokat osztogattak az utcán. Azt írja, hogy lelkesítette azoknak az embereknek az önzetlensége. Az első általa megmentett állat egy nyúl volt, amelynek ketrece mellett sétált el naponta. Előtte hetekig könyörgött a tulajdonosnak, hogy tegyen valamit a nyúl helyzetének javítása érdekében. Azt vallja, hogy ez az eset örökre megváltoztatta véleményét a „lopásról”. Ettől kezdve úgy tekintett önmagára, mint „büszke ALF aktivistára”. Ezt követően 53 aranyhalat „lopott” vissza természetes környezetébe. Ezek az ártalmatlan szabadítások indították el az úton a nagyobb akciók felé, melyekről nem tehet vallomást.
Úgy vall könyvében, hogy az ALF-ben folytatott tevékenysége során élte át életének legboldogabb és legszomorúbb pillanatait, s egyben veszélyt és traumát is. „Van valami rettentően izgalmas abban”, írja, „amikor felszökik az adrenalin, mert az ember az ismeretlennel áll szemben: riasztók, üldözés, élő állatok, elpusztult állatok, börtön... minden vagy egyik sem.”
Már zuhant le épületről - tetőn keresztül is, ugrott át első emeleti ablakon, úszott át folyón ruhástól, gumicsizmában, miután bőrig ázva ugrott ingyen fuvarért könyörögve. Rálőttek, leköpték, elgázolták, megütötték, ásóval kergették. Egy feldühödödt bohóc elefánthúggyal öntötte le. Letartóztatták olyan dolgok miatt is, amiket nem követett el. Éhezett a börtönben, mert nem volt hajlandó állati eredetű táplálékot magához venni.
A rendőrség szerint Mann az ALF vezetője. Ez az állítás vitatható, mivel az ALF nem-hivatalos szervezet. Ő az ALF szóvivője és ő nyerte el olyan hírességek támogatását, mint Carla Labe és Celia Hammond.
A széles körű nyilvánosság figyelmének középpontjába először 1994-ben került, amikor hússzállító teherautók felgyújtását tervezte. Ezért 14 év börtönre ítélték. Ez volt a legsúlyosabb büntetés, amit állatvédő aktivistára valaha is kiszabtak. Mann megszökött a Stretfordi rendőrőrsről, majd később egy állatmenhelyen találtak rá, melyet Celia Hammond működtetett. Az egykori manöken nem tudta, hogy a nála dolgozó Mann és barátnője bujkálnak.
1998-ban azt igyekezett bizonyítani, hogy mennyire megalapozatlanok az állatkísérletek eredményeinek humán vonatkozásai, mert az állat szervezete különbözik az emberétől. Ez alapján jósolta, hogy az ilyen kísérletekre alapján létrehozott termékek fogyasztása miatt valaki meg fog halni.
Mann és egy másik aktivista 2003. december 13-án behatoltak a Whickham kutatóközpont laboratóriumába és kiszabadítottak 695 egeret, melyeken botulinum toxin (Botox alapanyaga) mérget teszteltek. Nem sokkal ezután Mannt elfogták és az egereket visszavitték a laborba. Mann azzal érvelt, hogy az egereken végzett tesztek illegálisak voltak, mivel ezen termékek kozmetikai célból való tesztelését a törvény tiltja Nagy-Britanniában. Az SARC (Southern Animal Rights Coalition) bizonyítani tudja, hogy valóban kozmetikai Botox volt tesztelve ezeken az állatokon. A bíróság elutasította ezt az érvelést és azt a határozatot hozta, hogy a tesztek megfeleltek a szabályzatoknak, hiszen a Botoxot a gyógyászatban izomrángás megelőzésére is használjak.
2005 áprilisában betörésért találták bűnösnek és 230 óra közmunkára ítéltek. Azonban a főállamügyész fellebbezése után büntetését 12 hónap börtönre emelték. A tárgyalóterem elhagyásakor Mann ezt mondta a kutatóközpont igazgatójának: „Ez még csak a kezdet! Mostantól fogva jobb ha az ágyad alá is benézel!” A bíróság megsértéséért 6 hónap zárkát kapott, amit a Winchester börtönben töltött le.
A The Guardian című újságnak adott interjúban (2005) Mann elismerte, hogy a mozgalom eléggé szélsőségessé vált. Ezt így magyarázta: „Én is a törvényes módszereket részesíteném előnybe, hogy változásokat érhessünk el. De a kormány megakadályozza, hogy a tiltakozáshoz való jogunkat gyakoroljuk. Ezért az állatvédő aktivisták olyan eszközökkel kénytelenek élni, amelyek eredményhez vezetnek. Például a szabotázs... A szélsőséges módszerek bevetése maradt egyetlen lehetőségünk."

## Külső hivatkozások
- Keith Mann weboldala
- Jason Bennetto: Animal rights activist jailed after threatening scientist The Independent, 2005. április 30.
- Sandra Laville: ALF extremist stands by call to flames The Guardian 2005. június 25.
- Ben Ellery: Animal rights election candidate served time for arson The Oxford Times, 2010. április 24.